# Katie Paterson
Katie Paterson   (Glasgow, 1981) és una artista visual resident a Fife, reconeguda per explorar temes com la traducció, la distància i l’escala. Llicenciada en Belles Arts per l'Edinburgh College of Art (2004) i màster per la Slade School of Fine Art (2007), el 2013 va ser nomenada Membre Honorària de la Universitat d’Edimburg.

## Obra
La seva obra és un pont entre l’art i la ciència, amb un enfocament únic que convida el públic a reflexionar sobre la grandesa i fragilitat de l’univers. És coneguda per projectes artístics innovadors que combinen ciència i natura. Per exemple, a Vatnajökull (the sound of), la seva obra de graduació, va connectar un micròfon submergit sota un llac glaciar a Islàndia a un número de telèfon, permetent escoltar el desglaç en temps real. En altres projectes, com Langjökull, Snaefellsjökull, Soheimajökull, va crear discos de vinil amb aigua de glacera congelada que es fonia mentre es reproduïen. Altres obres notables inclouen History of Darkness, una col·lecció de diapositives que documenten punts de foscor a l’univers, i un mapa de 27.000 estrelles mortes.
Un dels seus projectes més coneguts és Future Library (2014-2114), una obra d'art pública ideada el 2014 que recull una obra original d'un escriptor reconegut cada any, des de 2014 fins al 2114. Totes les obres romadran inèdites i no es publicaran fins l’any 2114. El projecte inclou la plantació d’un bosc a Oslo, Noruega, del qual es farà paper per imprimir els llibres dels autors seleccionats anualment, incloent noms com Margaret Atwood i David Mitchell.

## Premis i reconeixements
- Primera artista resident al grup d’Astrofísica del University College London (UCL)[12]
- Premi South Bank Sky Arts Award (2014)[13][14]
- Premi Spirit of Scotland Award (2014)[15]
- Membre Honorària de la Universitat d’Edimburg (2013)[16]